# Rameau artériel intercostal antérieur
Pour les articles homonymes, voir Artère intercostale antérieure et Artère intercostale.
Les rameaux artériels intercostaux antérieurs de l'artère thoracique interne (ou artères intercostales antérieures) sont les douze artères paires qui vascularisent les six premiers espaces intercostaux. 

## Description
Il y a deux rameaux artériels intercostaux antérieurs dans chaque espace intercostal, un supérieur et un inférieur. 
Ils naissent de l'artère thoracique interne. 
Ils s'anastomosent avec les artères intercostales postérieures. 